# Ampola do duto deferente
A ampola do ducto deferente é uma ampliação do ducto deferente no fundo da bexiga. Esta estrutura é vista em algumas espécies de mamíferos e escamados e às vezes possui forma tortuosa.